# Pazo (Paderne de Allariz)
Pazo (llamada oficialmente O Pazo) es un lugar situado en la parroquia de Figueiroá, del municipio español de Paderne de Allariz, en la provincia de Orense, Galicia.

## Demografía
| Gráfica de evolución demográfica de Pazo entre 2000 y 2023 |
|                                                            |
| Datos según el nomenclátor publicado por el INE.           |